# Thompsoniana
Thompsoniana es un género de escarabajos longicornios de la tribu Callichromatini.

## Especies
- Thompsoniana imitans (Aurivillius, 1910)
- Thompsoniana jirouxi  Morati & Huet, 2004
- Thompsoniana lugubris (Ritsema, 1892)
- Thompsoniana mireiae Vives, Bentanachs & Chew, 2009
- Thompsoniana nieuwenhuisii (Ritsema, 1909)
- Thompsoniana udei (Schmidt, 1922)
- Thompsoniana vandepolli Ritsema, 1899)
- Thompsoniana vodozi Morati & Huet, 2004